# Segundo Reinado del Imperio de Brasil

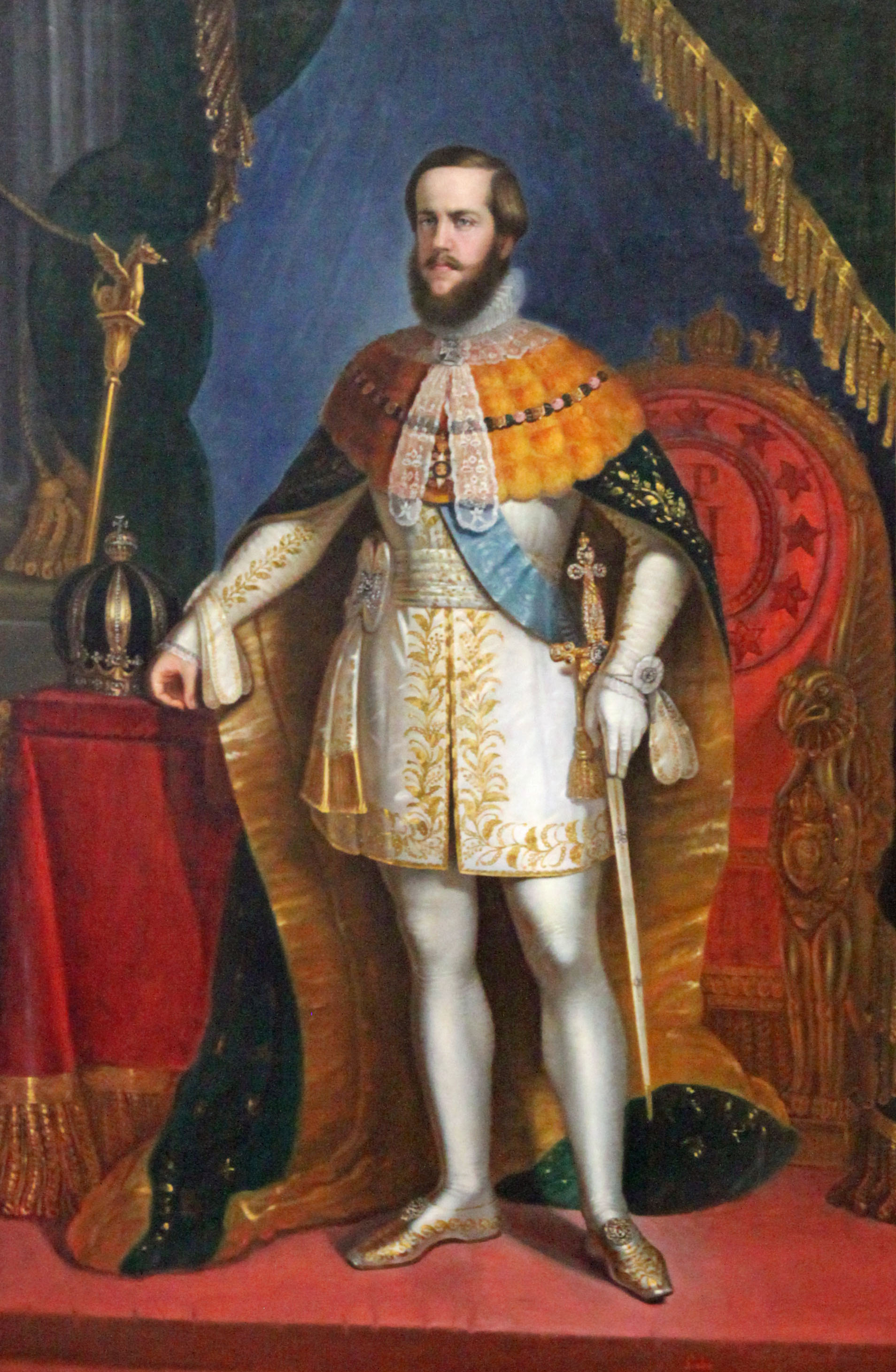
Pintura del emperador con su traje majestuoso y las insignias imperiales. Pedro II reinó en Brasil entre 1831 y 1889 hasta ser destronado por la Proclamación de la República.

El Segundo Reinado es un periodo de la historia brasileña y del imperio del Brasil que corresponde al tiempo en que el emperador Pedro II gobernó directamente por un plazo de 49 años desde el fin del periodo de regencia el 23 de julio de 1840, con la declaración de mayoría de Pedro de Alcântara, hasta su fin el 15 de noviembre de 1889, cuando la monarquía constitucional parlamentaria vigente fue destituida por la proclamación de la república.
El Segundo Reinado representó un período  de gran progreso cultural y de un enorme significado para el Brasil en el que se verificó el crecimiento y la consolidación de la nación brasileña como un país independiente y como un miembro importante entre las naciones americanas. Se destaca en esta época la consolidación del ejército y de la armada, que desembocó en la guerra de la Triple Alianza en 1865, y cambios profundos en la esfera social como la gradual abolición de la esclavitud y el incentivo a la inmigración europea para aumentar la fuerza de trabajo brasileña. Las artes gráficas, la literatura y el teatro florecieron en este periodo. Aunque muy influenciados por estilos europeos que iban desde el neoclasicismo al romanticismo, cada concepto fue adaptado para crear una cultura genuinamente brasileña. En ese periodo ocurrió la expansión urbana de las grandes ciudades y la construcción en gran escala de los ferrocarriles, convirtiéndose en el transporte más eficiente para el flujo de bienes de consumo y la interiorización del país. Además se dio la introducción de los telégrafos eléctricos que unían las provincias brasileñas y otros países sudamericanos, líneas de vapores que actualizaron las marinas mercante y de guerra y, en 1877, la adquisición de los primeros aparatos telefónicos. La segunda mitad del siglo XIX estuvo marcada por una incipiente modernización brasileña basada en pilares esenciales: la economía cafetera en el sudeste, el fin del tráfico de esclavos y la extinción gradual de la esclavitud, la sustitución del antiguo sistema esclavista por el de mano de obra asalariada, incentivos a la industria del país para su maduración y para que asumiera, para finales del segundo reinado, una posición destacada cada vez más vigente.
Es históricamente incorrecto referirse a este periodo como «segundo imperio», ya que Brasil tuvo un único periodo imperial continuo dividido en el primer y el segundo reinado, separados por un periodo de 10 años conocido como periodo de regencia durante el que ocurrieron varias revueltas en las provincias.

## Mayoría de Edad de Pedro II

### Regencia Triunviral y Regencia Única
El 7 de abril de 1831, Pedro I, primer emperador de Brasil, abdicó del trono brasileño en favor de su hijo Pedro de Alcântara, el futuro Pedro II, que se convirtió en emperador a los cinco años de edad. El acto marcó el fin del Primer Reinado y el inicio del período de regencia en Brasil. Como Pedro II era todavía menor de edad, se convocó una Regencia Triunviral Provisional el 17 de julio de 1831, en la que participaron representantes de los tres grandes grupos políticos del país: los liberales (el senador Campos Vergueiro), los conservadores (José Joaquim Carneiro de Campos) y los militares (el general Francisco de Lima e Silva). Fueron ellos los encargados de realizar elecciones para elegir la Regencia Triunviral Permanente, en la que resultaron elegidos Bráulio Muniz, Costa Carvalho y el general Lima e Silva, que gobernaron el país durante tres años. Mientras tanto, el ministro de Justicia Diogo Feijó ganó suficiente influencia política para aprobar el Acto Adicional en 1834, que abolió la Regencia Triunviral e instituyó una única. Feijó fue elegido en elecciones democráticas, pero el Acto Adicional fracasó, aumentando las rivalidades entre las facciones políticas en las provincias.

### Fin de la regencia
El regente Feijó era demócrata y federalista. El Acto Adicional creó las Asambleas Legislativas para dar mayor autonomía a las provincias brasileñas, lo que llevó a la descentralización. También otorgó a la ciudad de Río de Janeiro el estatus de municipio neutro. Sin embargo, debido a la incapacidad de Feijó de controlar las revueltas populares, dimitió. Pedro de Araújo Lima, el marqués de Olinda, un político más centralista y menos liberal, fue elegido en su lugar. Durante la regencia de Olinda, Pedro II fue declarado «mayor de edad» por el Senado.
Según el historiador Roderick J. Barman, para 1840 «[los regentes] habían perdido toda la fe en su capacidad para gobernar el país por sí solos. Aceptaron a Pedro II como una figura de autoridad cuya presencia era indispensable para la supervivencia del país». Algunos de estos políticos (que formarían el Partido Conservador en 1840) creían que era necesaria una figura neutral, que pudiera situarse por encima de las facciones políticas e intereses mezquinos para hacer frente al descontento y moderar las disputas. Imaginaban un emperador que fuera más dependiente del poder legislativo que el monarca constitucional concebido por Pedro I, pero con más poderes que los defendidos al comienzo de la regencia por sus rivales (que más tarde formarían el Partido Liberal). Sin embargo, los liberales lograron introducir una iniciativa para adelantar la mayoría de edad de Pedro II de los 18 a los 14 años, y en julio de 1840 el emperador fue declarado apto para gobernar.

## Parlamentarismo «al revés» y  primeros años

### Arancel Alves Branco
El 12 de agosto de 1844 se implementó la política arancelaria conocida con el nombre de su creador (Tarifa Alves Branco), aumentando las tasas aduaneras al 30% sobre bienes importados sin equivalente nacional, y al 60% para los productos con equivalente nacional. Esta medida afectó a cerca de tres mil artículos importados, lo que desencadenó álgidas protestas no solo de los empresarios británicos, afectados con esta medida, sino también de los importadores de Brasil y de las clases más pudientes, que comenzaron a pagar más por los artículos importados que necesitaban. Aunque el objetivo del arancel era simplemente aumentar los ingresos del gobierno, la medida terminó promoviendo el crecimiento de nuevas actividades económicas nacionales. Este aumento de aranceles se prolongó hasta mediados de la década de 1860, cuando el gobierno imperial, bajo la presión de los grupos exportadores, redujo los aranceles para aliviar el déficit fiscal de Brasil, causado principalmente por la guerra del Brasil.
Con el arancel, el porcentaje del PIB para mantener el Imperio a través de los impuestos era del 13%, y se mantuvo así hasta mediados de la década de 1930. La mayor parte de los impuestos provenían de las aduanas a través de la importación de productos internacionales. Comparativamente, en 2015, los impuestos en Brasil representaban el 35% del PIB.

### Creación del modelo parlamentario brasileño
El parlamentarismo, entendido como un sistema político en el que el poder político reside mayoritariamente en un parlamento, surgió en Inglaterra en el siglo XVII, como consecuencia de la Revolución Gloriosa, que marcó el triunfo del Parlamento sobre el Rey, poniendo fin a la monarquía absolutista. El líder del Parlamento pasó a ser entonces el jefe de gobierno, es decir, el Primer Ministro. En Brasil, el Emperador era el máximo poder, acumulando las funciones de jefe de Estado y de gobierno hasta la década de 1840, cuando Pedro II decretó que el Emperador ya no tenía ambos poderes, sino solo el moderador.En 1847, Pedro II creó el Consejo de Ministros, un órgano que asesoraría al monarca sobre la administración de Brasil, similar al parlamentarismo británico, pero con una jerarquía invertida; de ahí el nombre de «parlamentarismo al revés».
Ese mismo año también se creó el cargo de Presidente del Consejo de Ministros (equivalente al de Primer Ministro), que sería el jefe del ministerio y el encargado de organizar el Gabinete de Gobierno. Así, en lugar de nombrar a todos los ministros, el Emperador pasó a nombrar solo al Presidente del Consejo, quien a su vez elegía a los demás miembros del Ministerio, retirando un elemento de desgaste político del emperador, sin que se viese disminuida su autoridad.
Pedro II logró crear un mecanismo eficiente para gobernar Brasil, basado en el intercambio de favores, hecho que puede considerarse admisible en política, pero que hizo que la monarquía durara solo mientras perdurara el apoyo de su élite económica. Puesto que la élite agrícola detentaba el poder en Brasil en el siglo XIX, Pedro II siempre gobernó aliándose con ella, concediendo favores (como construir ferrocarriles, represas, adquirir maquinarias, etc.) a cambio de la estructura que necesitaba para mantenerse en el poder. De esta manera, Pedro II logró, a lo largo de los 49 años de su gobierno, tener un Brasil estable y, desde cierto punto de vista, próspero.

### Los partidos Conservador y Liberal
Se consolidaron también dos partidos políticos importantes: el Partido Liberal (a favor de un poder local fuerte, con autonomía para las provincias) y los Conservadores (a favor de un poder central más fuerte), ambos representando a los terratenientes. La política exterior se convertiría en una prioridad para Pedro II, quien buscaba impedir el fortalecimiento de Argentina, Uruguay y Paraguay, para equilibrar la región de la Plata. Pedro II intervino, política o militarmente, en sus vecinos de la región del Cono Sur siempre que consideró que eran estratégicamente importantes para los intereses de Brasil.
Los conservadores predicaban un sistema político donde las autoridades gubernamentales debían actuar imparcialmente, garantizando la libertad de todos los ciudadanos. Defendían un gobierno centralizado y deseaban logros de progreso. Este partido se hizo conocido en la década de 1840 como «Saquarema», en honor al nombre del municipio homónimo en Río de Janeiro donde se encontraban las haciendas de uno de sus principales líderes, José Rodrigues Torres, vizconde de Itaboraí. Además, los conservadores tenían una fuerte base regional en Bahía y Pernambuco, donde el sector terrateniente había pasado por luchas por la autonomía regional con contenido popular.
Los liberales, por su parte, apoyaban la independencia de las provincias con un gobierno parlamentario más fuerte, la abdicación del poder moderador y del mandato vitalicio del senado, la abolición de la esclavitud y la elección bienal de diputados. Los liberales eran llamados «Luzias"», nombre derivado de la aldea de Santa Luzia, situada en el río das Velhas en Minas Gerais, donde ocurrió la batalla en la que la revuelta liberal minera de 1842 fue sofocada por el general Luís Alves de Lima e Silva, entonces barón de Caxias. Tenían una fuerte base en las provincias de Minas Gerais, São Paulo y Rio Grande do Sul. En las dos últimas, la autonomía de las clases dominantes ya era una tradición. En el caso de Minas Gerais, la idea de una autonomía descentralizada surgió tanto de terratenientes rurales como de la población urbana de las antiguas ciudades mineras.
Los dos partidos no se respetaban ni se imponían a la opinión pública; cada uno tenía su propia organización de prensa que utilizaba para atacar a sus oponentes. Ambos fueron creados durante el periodo de regencia (el Conservador en 1836 y el Liberal en 1831), pero alcanzaron la cima de su fama durante el segundo reinado, con el Emperador manteniéndose neutral entre ambos, aunque siempre vigilante, aconsejando la conciliación de sus ideas.